# Detectives - Casi risolti ed irrisolti
Detectives - Casi risolti ed irrisolti è un programma televisivo italiano di genere criminologico, in onda su Rai 2 dal 12 giugno 2021, con la conduzione di Giuseppe Rinaldi.

## Il programma
Il programma si occupa di raccontare alcuni casi giudiziari italiani, dai più famosi ai meno noti al pubblico televisivo. Dalla stagione 2022, il programma è disponibile in versione podcast anche su Rai Play Sound.

## Edizioni
| Edizione | Inizio           | Fine           | Puntate | Conduttore       | Rete  | Collocazione           |
| -------- | ---------------- | -------------- | ------- | ---------------- | ----- | ---------------------- |
| 1ª       | 12 giugno 2021   | 17 luglio 2021 | 6       | Giuseppe Rinaldi | Rai 2 | sabato, seconda serata |
| 2ª       | 29 aprile 2023   | 3 giugno 2023  | 6       | Giuseppe Rinaldi | Rai 2 | sabato, seconda serata |
| 3ª       | 15 aprile 2024   | 19 maggio 2024 | 6       | Giuseppe Rinaldi | Rai 2 | sabato, seconda serata |
| 4ª       | 20 febbraio 2025 | 13 marzo 2025  | 4       | Giuseppe Rinaldi | Rai 2 | giovedì, prima serata  |

## Puntate

### 2021: prima edizione
La prima stagione è andata in onda in seconda serata su Rai Due dal 12 giugno al 17 luglio 2021.
| # tot. | # ed. | data           | Titolo                             | Argomento                                        | Ascolti | Share | Fonti  |
| ------ | ----- | -------------- | ---------------------------------- | ------------------------------------------------ | ------- | ----- | ------ |
| 1      | 1     | 12 giugno 2021 | L'omicidio Simmi                   | Omicidio di Flavio Simmi                         | 678.000 | 4.6%  | [ 5 ]  |
| 2      | 2     | 19 giugno 2021 | Il caso Maurizio Minghella         | Storia del serial killer Maurizio Minghella      | 635.000 | 4.4%  | [ 6 ]  |
| 3      | 3     | 26 giugno 2021 | L'assassinio di Eleonora Scroppo   | Omicidio di Eleonora Scroppo                     | 355.000 | 1.7%  | [ 7 ]  |
| 4      | 4     | 3 luglio 2021  | L'omicidio di Isabella Noventa     | Omicidio di Isabella Noventa                     | 510.000 | 3.6%  | [ 8 ]  |
| 5      | 5     | 10 luglio 2021 | Il delitto di Pasqualina Labarbuta | Omicidio di Pasqualina Labarbuta                 | 694.000 | 5.2%  | [ 9 ]  |
| 6      | 6     | 17 luglio 2021 | L'omicidio di Lida Taffi Pamio     | Omicidi di Francesca Vianello e Lida Taffi Pamio | 542.000 | 4.4%  | [ 10 ] |

### 2023: seconda edizione
La seconda stagione è andata in onda in seconda serata su Rai Due dal 29 aprile al 3 giugno 2023.
| # tot. | # ed. | data           | Titolo                                    | Argomento                                       | Ascolti | Share | Fonti  |
| ------ | ----- | -------------- | ----------------------------------------- | ----------------------------------------------- | ------- | ----- | ------ |
| 7      | 1     | 15 aprile 2023 | Il femminicidio di Claudia e Livia Ornesi | Omicidio di Claudia e Livia Ornesi              | 537.000 | 3.7%  | [ 12 ] |
| 8      | 2     | 22 aprile 2023 | L'omicidio di Gianluca Cardia             | Omicidio di Gianluca Cardia                     | 508.000 | 3.7%  | [ 13 ] |
| 9      | 3     | 29 aprile 2023 | Il giallo di Caterina Capuano             | Omicidio di Caterina Capuano                    | 498.000 | 3.6%  | [ 14 ] |
| 10     | 4     | 6 maggio 2023  | L'omicidio di Nicoletta Figini            | Omicidio di Nicoletta Figini                    | 431.000 | 2.9%  | [ 15 ] |
| 11     | 5     | 13 maggio 2023 | Il giallo di Patrizia Silvestri           | Omicidio di Patrizia Silvestri                  | 211.000 | 1.7%  | [ 16 ] |
| 12     | 6     | 20 maggio 2023 | Il mistero del "collezionista di ossa     | Storia del collezionista di ossa della Magliana | 446.000 | 2.7%  | [ 17 ] |

### 2024: terza edizione
La terza stagione è andata in onda in seconda serata su Rai Due dal 29 settembre al 3 novembre 2024.
| # tot. | # ed. | data              | Titolo                           | Argomento                           | Ascolti | Share | Fonti  |
| ------ | ----- | ----------------- | -------------------------------- | ----------------------------------- | ------- | ----- | ------ |
| 13     | 1     | 29 settembre 2024 | L'omicidio di Cristiano Aprile   | Omicidio di Cristiano Aprile        | 531.000 | 4,9%  | [ 19 ] |
| 14     | 2     | 6 ottobre 2024    | Il ragioniere killer             | Omicidio di Lavinia Simona Ailoaiei | 329.000 | 4%    | [ 20 ] |
| 15     | 3     | 13 ottobre 2024   | Delitto al cianuro               | Omicidio di Francesca Moretti       | 597.000 | 5,03% | [ 21 ] |
| 16     | 4     | 20 ottobre 2024   | L'omicidio di Roberto Klinger    | Omicidio di Roberto Klinger         | 572.000 | 4,3%  | [ 22 ] |
| 17     | 5     | 27 ottobre 2024   | Delitto al Lido di Venezia       | Omicidio di Mahtab Savoji           | 668.000 | 6,8%  | [ 23 ] |
| 18     | 6     | 3 novembre 2024   | Il femminicidio di Giusy Potenza | Omicidio di Giusy Potenza           | 746.000 | 7,3%  | [ 24 ] |

### 2025: quarta edizione
La quarta stagione è andata in onda in prima serata su Rai Due dal 20 febbraio al 13 marzo 2025.
| # tot. | # ed. | data             | Argomenti | Ascolti | Share | Fonti |
| ------ | ----- | ---------------- | --- | ------- | ----- | ----- |
| 19     | 1     | 20 febbraio 2025 | Omicidio di Ilenia Fabbri Il caso Unabomber |         |       |       |
| 20     | 2     | 27 febbraio 2025 | Teresa Buonocore, il coraggio di una madre Il mistero delle gemelline scomparse Il caso Simmi, un delitto senza volto                                                                      |         |       |       |
| 21     | 3     | 6 marzo 2025     | Antonio Mantovani, il serial killer di Milano Il mistero del delitto di Via Gluck Manuel Bortuzzo, la forza di un campione                                                                 |         |       |       |
| 22     | 4     | 13 marzo 2025    | L'omicidio di Chiara Poggi, il giallo di Garlasco Il femminicidio di Sara Di Pietrantonio Manuela Murgia, una vita spezzata nel silenzio Il giallo delle Buranelle: tre decenni di misteri |         |       |       |